# Aidola orbata
Aidola orbata är en insektsart som först beskrevs av Melichar 1903.  Aidola orbata ingår i släktet Aidola och familjen dvärgstritar. Inga underarter finns listade i Catalogue of Life.